# Laodamante
Laodamas o Laodamante según la mitología griega fue rey de Tebas a la muerte de su padre Eteocles.
Cuando era pequeño ejerció su tutela Creonte. Cuando creció, participó en la segunda guerra de Tebas en la cual luchó contra los Epígonos que venían de Argos y mató a Egialeo, su jefe, junto a la ciudad de Glisante. A continuación, dado que los argivos vencieron, Laodamante abandonó Tebas por la noche junto con todos los habitantes de la ciudad que quisieron seguirle, rumbo a Iliria.
Sin embargo, según otra tradición, Laodamante no sobrevivió sino que fue muerto por Alcmeón. Después, los tebanos, por consejo del adivino Tiresias, aprovecharon para abandonar la ciudad mientras un heraldo que habían enviado trataba con los argivos del cese de las hostilidades.
| Predecesor: Creonte | Reyes de Tebas | Sucesor: Tersandro |